# Lyssomanes
Genre
Lyssomanes est un genre d'araignées aranéomorphes de la famille des Salticidae.

## Distribution
Les espèces de ce genre se rencontrent en Amérique.

## Liste des espèces
Selon World Spider Catalog (version 23.5, 03/08/2022) :
- Lyssomanes adisi Logunov, 2002
- Lyssomanes amazonicus Peckham, Peckham & Wheeler, 1889
- Lyssomanes anchicaya Galiano, 1984
- Lyssomanes antillanus Peckham, Peckham & Wheeler, 1889
- Lyssomanes austerus Peckham, Peckham & Wheeler, 1889
- Lyssomanes aya Logunov, 2015
- Lyssomanes belgranoi Galiano, 1984
- Lyssomanes benderi Logunov, 2002
- Lyssomanes bitaeniatus Peckham, Peckham & Wheeler, 1889
- Lyssomanes blandus Peckham, Peckham & Wheeler, 1889
- Lyssomanes boraceia Galiano, 1984
- Lyssomanes bryantae Chickering, 1946
- Lyssomanes burrera Jiménez & Tejas, 1993
- Lyssomanes camacanensis Galiano, 1980
- Lyssomanes ceplaci Galiano, 1980
- Lyssomanes consimilis Banks, 1929
- Lyssomanes convexus Banks, 1909
- Lyssomanes courtiali Logunov, 2015
- Lyssomanes deinognathus F. O. Pickard-Cambridge, 1900
- Lyssomanes devotoi Mello-Leitão, 1917
- Lyssomanes dissimilis Banks, 1929
- Lyssomanes diversus Galiano, 1980
- Lyssomanes eatoni Chickering, 1946
- Lyssomanes ecuadoricus Logunov & Marusik, 2003
- Lyssomanes elegans F. O. Pickard-Cambridge, 1900
- Lyssomanes elongatus Galiano, 1980
- Lyssomanes euriensis Logunov, 2000
- Lyssomanes flagellum Kraus, 1955
- Lyssomanes florenciae Bedoya-Róqueme, 2022
- Lyssomanes fossor Galiano, 1996
- Lyssomanes franckei Galvis, 2020
- Lyssomanes hieroglyphicus Mello-Leitão, 1944
- Lyssomanes ipanemae Galiano, 1980
- Lyssomanes janauari Logunov & Marusik, 2003
- Lyssomanes jemineus Peckham, Peckham & Wheeler, 1889
- Lyssomanes jucari Galiano, 1984
- Lyssomanes lampeli Logunov, 2014
- Lyssomanes lancetillae Galiano, 1980
- Lyssomanes lehtineni Logunov, 2000
- Lyssomanes leucomelas Mello-Leitão, 1917
- Lyssomanes limpidus Galiano, 1980
- Lyssomanes longipes (Taczanowski, 1871)
- Lyssomanes maddisoni Logunov, 2014
- Lyssomanes malinche Galiano, 1980
- Lyssomanes manausensis Logunov, 2014
- Lyssomanes mandibulatus F. O. Pickard-Cambridge, 1900
- Lyssomanes matoensis Logunov, 2014
- Lyssomanes mexicanus Logunov, 2014
- Lyssomanes michae Brignoli, 1984
- Lyssomanes miniaceus Peckham, Peckham & Wheeler, 1889
- Lyssomanes minor Schenkel, 1953
- Lyssomanes nigrofimbriatus Mello-Leitão, 1941
- Lyssomanes nigropictus Peckham, Peckham & Wheeler, 1889
- Lyssomanes onkonensis Logunov & Marusik, 2003
- Lyssomanes parallelus Peckham, Peckham & Wheeler, 1889
- Lyssomanes paravelox Logunov, 2002
- Lyssomanes parki Chickering, 1946
- Lyssomanes patens Peckham & Peckham, 1896
- Lyssomanes pauper Mello-Leitão, 1945
- Lyssomanes penicillatus Mello-Leitão, 1927
- Lyssomanes perafani Galvis, 2017
- Lyssomanes peruensis Logunov, 2000
- Lyssomanes pescadero Jiménez & Tejas, 1993
- Lyssomanes pichilingue Galiano, 1984
- Lyssomanes placidus Peckham, Peckham & Wheeler, 1889
- Lyssomanes portoricensis Petrunkevitch, 1930
- Lyssomanes protarsalis F. O. Pickard-Cambridge, 1900
- Lyssomanes quadrinotatus Simon, 1900
- Lyssomanes reductus Peckham & Peckham, 1896
- Lyssomanes remotus Peckham & Peckham, 1896
- Lyssomanes robustus (Taczanowski, 1878)
- Lyssomanes romani Logunov, 2000
- Lyssomanes rudis Logunov, 2015
- Lyssomanes santarem Galiano, 1984
- Lyssomanes silvestris Logunov, 2014
- Lyssomanes similis Logunov, 2014
- Lyssomanes spiralis F. O. Pickard-Cambridge, 1900
- Lyssomanes sylvicola Galiano, 1980
- Lyssomanes taczanowskii Galiano, 1980
- Lyssomanes tapirapensis Galiano, 1996
- Lyssomanes tapuiramae Galiano, 1980
- Lyssomanes tarmae Galiano, 1980
- Lyssomanes temperatus Galiano, 1980
- Lyssomanes tenuis Peckham, Peckham & Wheeler, 1889
- Lyssomanes trifurcatus F. O. Pickard-Cambridge, 1900
- Lyssomanes trinidadus Logunov & Marusik, 2003
- Lyssomanes tristis Peckham, Peckham & Wheeler, 1889
- Lyssomanes unicolor (Taczanowski, 1871)
- Lyssomanes velox Peckham, Peckham & Wheeler, 1889
- Lyssomanes vinocurae Galiano, 1996
- Lyssomanes viridis (Walckenaer, 1837)
- Lyssomanes waorani Logunov & Marusik, 2003
- Lyssomanes wiwa Galvis, 2017
- Lyssomanes yacui Galiano, 1984

Selon World Spider Catalog (version 20.5, 2020) :
- † Lyssomanes pristinus Wunderlich, 1986
- † Lyssomanes pulcher Wunderlich, 1988

## Systématique et taxinomie
Ce genre a été décrit par Hentz en 1845.

## Publication originale
- Hentz, 1845 : « Descriptions and figures of the araneides of the United States. » Boston Journal of Natural History, vol. 5, p. 189-202 (texte intégral).